# Lidská skvrna
Lidská skvrna (v anglickém originále The Human Stain) je americko-francouzsko-německý dramatický film z roku 2003. Režisérem filmu je Robert Benton. Hlavní role ve filmu ztvárnili Anthony Hopkins, Nicole Kidman, Gary Sinise, Ed Harris a Wentworth Miller.

## Obsazení
| Anthony Hopkins  | Coleman Silk       |
| Nicole Kidman    | Faunia Farley      |
| Gary Sinise      | Nathan Zuckerman   |
| Ed Harris        | Lester Farley      |
| Wentworth Miller | mladý Coleman Silk |
| Jacinda Barrett  | Steena Paulsson    |
| Mimi Kuzyk       | Delphine Roux      |
| Clark Gregg      | Nelson Primus      |